# Tušická Nová Ves
Tušická Nová Ves és un poble i municipi d'Eslovàquia. Es troba a la regió de Košice, a l'est del país.

## Història
La primera referència escrita de la vila data del 1342.

## Demografia
| Godina             | 1994 | 2004   | 2014   | 2024   |
| ------------------ | ---- | ------ | ------ | ------ |
| Nombre de persones | 622  | 585    | 555    | 506    |
| Diferència         |      | −5,94% | −5,12% | −8,82% |

| Godina             | 2023 | 2024   |
| ------------------ | ---- | ------ |
| Nombre de persones | 509  | 506    |
| Diferència         |      | −0,58% |